# Maserati Merak
Der Maserati Merak (werksinterne Bezeichnung: Tipo AM 122) ist ein 2+2-sitziger Mittelmotorsportwagen des italienischen Automobilherstellers Maserati, der von 1972 bis 1982 produziert wurde. Der Merak war Maseratis Versuch, ein kostengünstigeres Fahrzeug unterhalb der großen Achtzylindermodelle der Marke zu etablieren. Äußerlich erinnerte er an den Hochleistungssportwagen Bora. In technischer Hinsicht übernahm er viele Komponenten vom Citroën SM, die im Laufe der Jahre schrittweise durch Eigenkonstruktionen ersetzt wurden. Eine leistungsgesteigerte Version wurde ab 1975 als Merak SS verkauft, ein Einsteigermodell mit 2,0 Liter großem Motor, das in erster Linie für den italienischen Markt gedacht war, erschien 1976 als Merak 2000 GT. Der Merak gehört zu den am längsten produzierten Modellen Maseratis.

## Hintergrund
Das anfänglich vor allem im Automobilrennsport engagierte Unternehmen Maserati begann erst 1957 – mehr als 40 Jahre nach seiner Gründung – mit der Serienfertigung von Straßenfahrzeugen. In den 1960er-Jahren waren Maseratis Sportwagen in der Oberklasse angesiedelt und konkurrierten mit Ferrari und Lamborghini. Beeinflusst durch den Erfolg des Porsche 911, entwickelten Ferrari und Lamborghini seit den späten 1960er-Jahren Einsteigermodelle, die zu einem günstigeren Preis verkauft werden und einen breiteren Kundenkreis ansprechen sollten. Nachdem Ferrari 1969 den Dino 246 in diesem Segment positioniert hatte, kündigte Lamborghini zwei Jahre später den Urraco an, der letztlich 1972 in Produktion ging. Diesen Schritten folgend, begannen auch bei Maserati die Planungen für ein kostengünstiges Basismodell.
Aus Wirtschaftlichkeitsgründen kombinierten die Ingenieure beim kleinen Maserati diverse bereits vorhandene Komponenten miteinander. Die Rohkarosserie und das Fahrwerk wurden vom 1971 vorgestellten Mittelmotorsportwagen Bora übernommen, woraufhin der Merak in der italienischen Presse auch die Bezeichnung „La Borina“ (kleiner Bora) erhielt. Für die Technik nutzte Maserati hingegen vielfach Teile des französischen Herstellers Citroën, zu dem Maserati seit 1967 gehörte. Das schloss auch einen für Citroën entwickelten Sechszylindermotor mit ein.
Der Merak wurde im Oktober 1972 auf dem Pariser Autosalon vorgestellt; wenig später begann die Serienfertigung. Zu dieser Zeit konkurrierte der Merak mit Lamborghinis Urraco, dem Dino 308 GT 4 und seinem Nachfolger 308 GTB. Mit der Übernahme Maseratis durch Alejandro de Tomaso 1975 erschienen weitere Motorvarianten für den Merak. Zudem wurde der Wagen schrittweise mit dem Ziel überarbeitet, die Citroën-Komponenten durch eigene Teile zu ersetzen. Der Merak blieb bis 1983 im Maserati-Programm, länger als jedes andere Modell der Citroën-Ära.

## Nomenklatur
Anders als bei früheren Modellen, war der kleine Maserati nicht nach einem Wind benannt. Namensgeber war vielmehr der Merak, ein Stern im Sternbild Großer Bär.

## Modellbeschreibung
Verantwortlicher Konstrukteur des Maserati Merak war Giulio Alfieri, der seit 1953 alle Straßensportwagen Maseratis konstruiert hatte und auch an der Entwicklung des Citroën-SM-Motors beteiligt war. Alfieri leitete allerdings nur die Konstruktion des Basismodells. Die ab 1975 erschienenen Motorvarianten und technischen Überarbeitungen verantwortete er nicht mehr, da ihn Alejandro de Tomaso unmittelbar nach der Übernahme Maseratis entließ.

### Karosserie

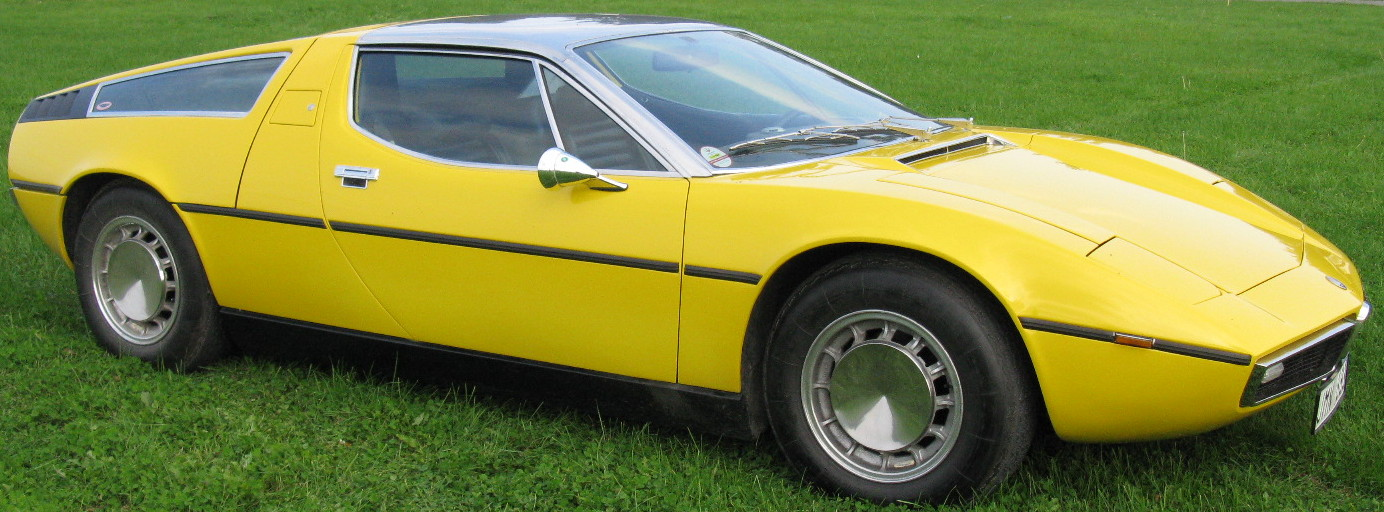
Technische Basis des Merak und bis zur Fahrgastzelle identisch: Maserati Bora

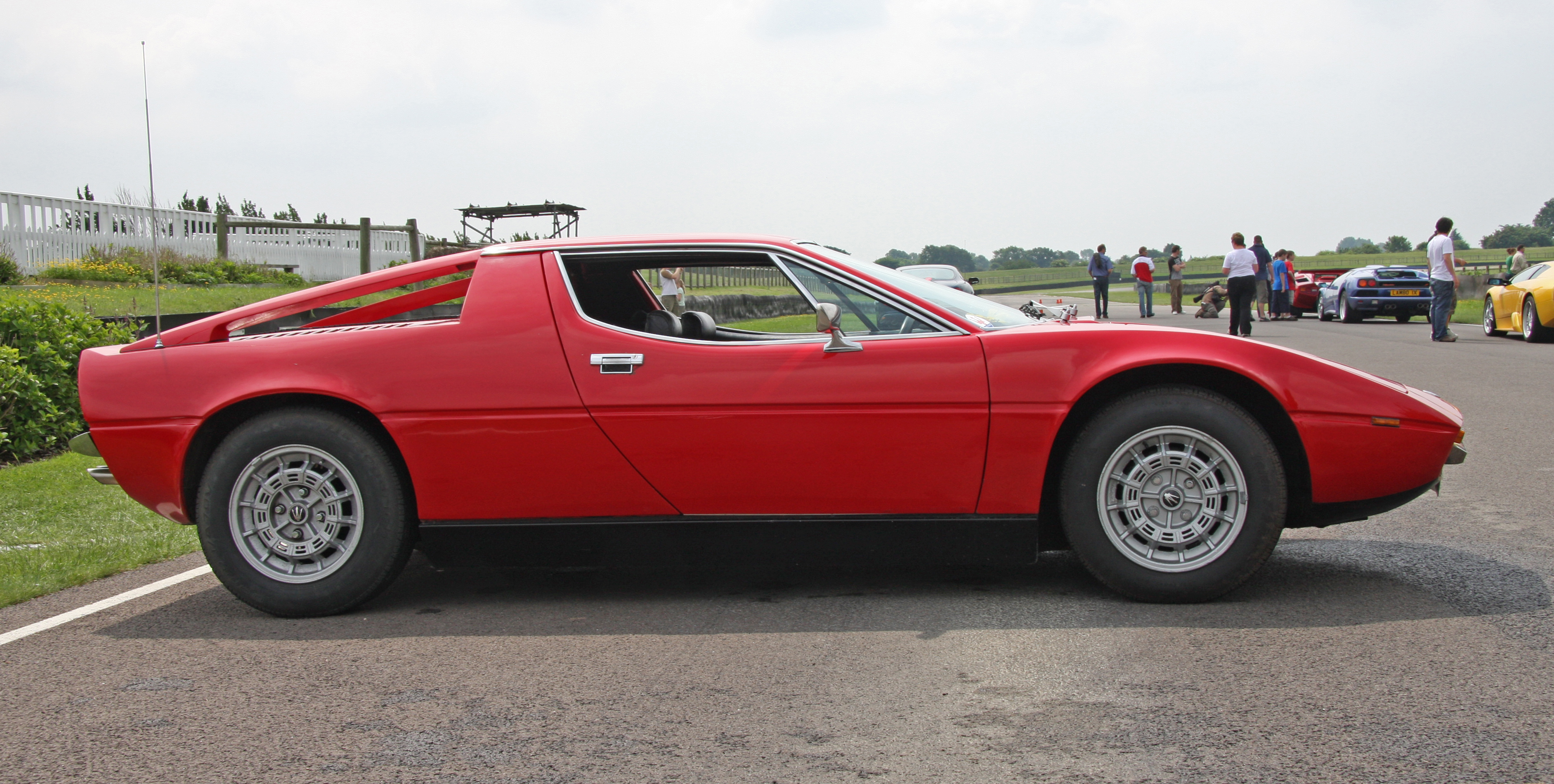
Aufgesetzte Kunststoffstreben: eigenständige Heckpartie des Maserati Merak

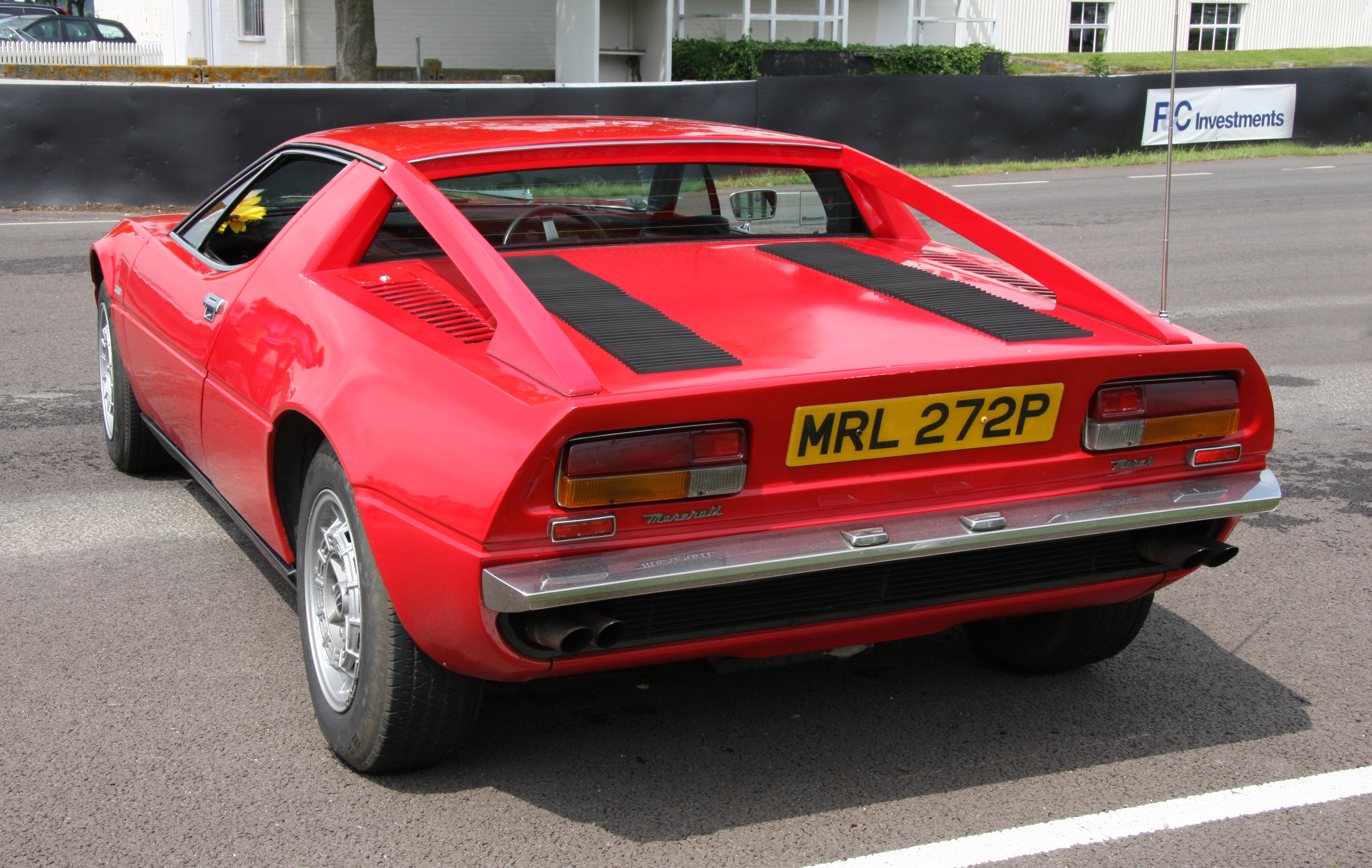
Mit Alfa-Romeo-Leuchten: Heckpartie des Merak

Der Merak ist ein zweisitziges Coupé, das im Gegensatz zum Bora über zwei zusätzliche Notsitze verfügte. Der Aufbau war selbsttragend ausgelegt, unter dem Motor war ein Hilfsrahmen montiert. Konzeptionell folgte diese Struktur dem Maserati Bora, allerdings war der Hilfsrahmen des Merak einfacher konstruiert.
Die Karosserie war ein Entwurf von Giorgio Giugiaro. Sie entsprach im Bereich des Vorderwagens einschließlich der Fahrgastzelle der des Maserati Bora, der ebenfalls von Giugiaro gestaltet worden war. Die Heckpartie war allerdings eigenständig. Über dem Motor befand sich eine waagerecht angeordnete Haube mit zahlreichen Luftschlitzen. Zwei schräg verlaufende, nicht verglaste Streben verbanden die hintere Dachkante mit dem Heckabschluss. Die Streben bestanden aus Kunststoff und konnten entfernt werden, um den Zugang zum Motor und zum Getriebe zu erleichtern. Lancia griff diese Lösung später für den Montecarlo auf, allerdings war der Raum zwischen den Streben und den hinteren Kotflügeln bei ihm verglast. Die rückseitige Ansicht des Merak entsprach wiederum dem Bora; auch hier verwendete Maserati die Rückleuchten des Alfa Romeo 1750. Anders als beim Bora, war das Dach des Merak in Wagenfarbe lackiert und nicht in rostfreiem Stahl ausgeführt.
Der ehemalige US-amerikanische Automobilhersteller Guanci kopierte das Merak-Design für seinen 1979 vorgestellten Sportwagen Guanci SJJ-1.

### Motor und Kraftübertragung
Der Motor des Merak trug die werksinterne Bezeichnung Tipo C.114. In seiner Grundkonstruktion entsprach er dem Motor, den Maserati in den späten 1960er-Jahren für den Citroën SM konstruiert hatte. Es war ein Sechszylinder-V-Motor mit einem Bankwinkel von 90 Grad und zwei obenliegenden Nockenwellen pro Zylinderreihe. Giulio Alfieri erhöhte bei unverändertem Hub (75 mm) die Bohrung auf 91,6 mm, sodass der Hubraum auf 2965 cm³ stieg. Die Gemischaufbereitung übernahmen drei Fallstrom-Doppelvergaser von Weber (Typ 42DCNF). Der Motor leistete anfangs 190 PS (140 kW) bei 6000 Umdrehungen pro Minute. Damit erreichte das Auto eine Höchstgeschwindigkeit von 235 km/h. 1975, nachdem Alejandro de Tomaso das Unternehmen übernommen hatte, erschien der Merak SS mit stärkerem Dreiliter-Motor, der zunächst 220 PS (162 kW) und später 208 PS (153 kW) leistete. Das handgeschaltete Fünfganggetriebe kam von Citroën.
Die Motor-Getriebe-Einheit war anders als bei den Modellen der Konkurrenz – Lamborghini Urraco und Ferrari Dino 308 GT – nicht quer, sondern längs eingebaut. Sie war im Vergleich zum Citroën SM um 180 Grad gedreht.

### Fahrwerk
Das Fahrwerk des Merak entsprach weitestgehend dem des Bora. Die Dimensionen waren unverändert; auch der Radstand von 2600 mm wurde übernommen. Er war aus Sicht mancher Beobachter für eine eingeschränkte Handlichkeit des Autos verantwortlich. Alle vier Räder waren unabhängig aufgehängt. Vorn und hinten gab es Doppelquerlenkerachsen mit unterschiedlich langen Armen, Schraubenfedern und hydraulischen Stoßdämpfern. An allen vier Rädern waren Scheibenbremsen installiert.

### Citroën-Komponenten

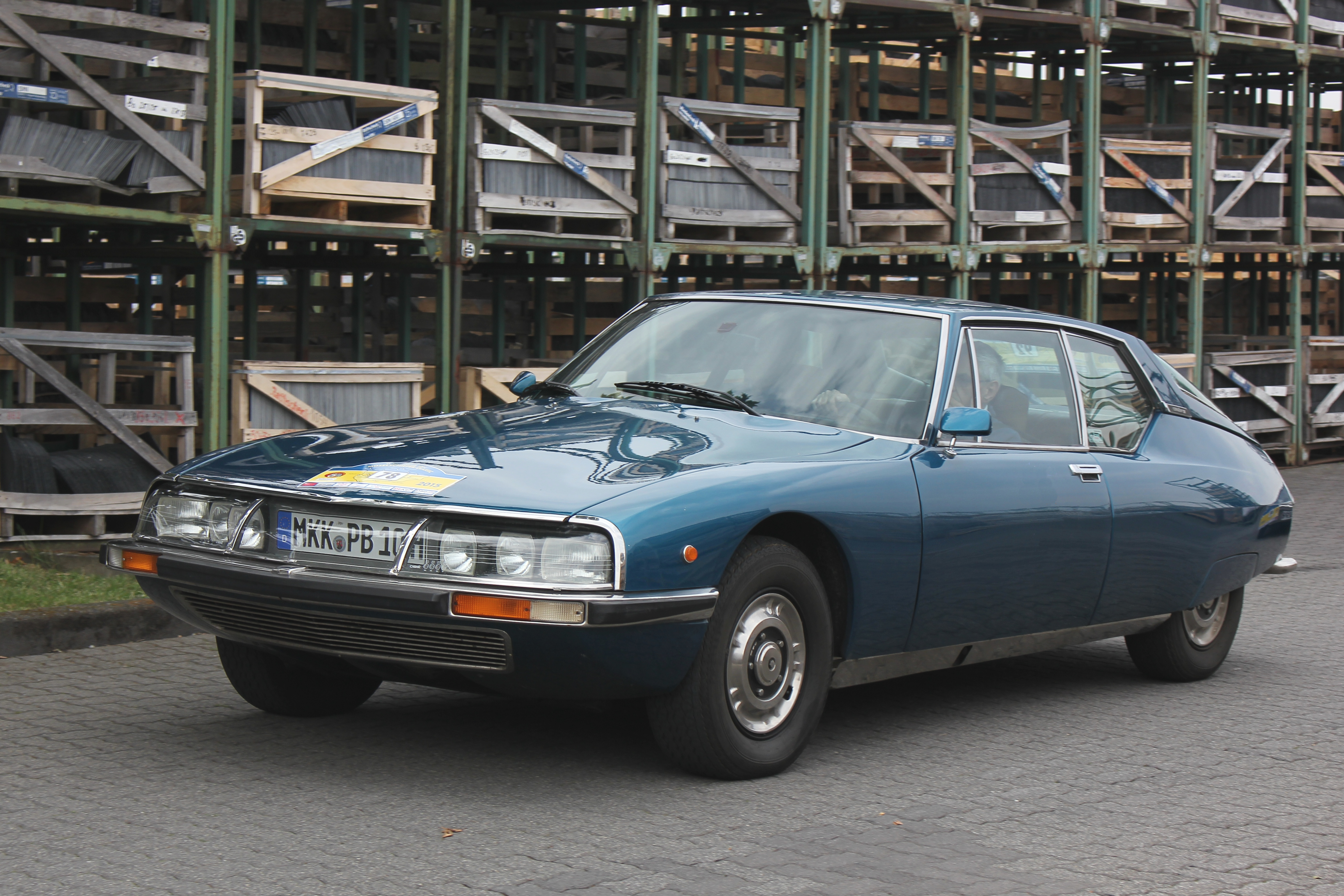
Technikspender: Citroën SM

Abgesehen vom Motor und dem Getriebe hatte der Merak in seiner ersten Version zahlreiche weitere Komponenten von Citroën:
- Die Scheibenbremsen wurden über eine Hochdruckhydraulik betätigt, die ohne Änderungen vom Citroën SM übernommen war. Sie betätigt außerdem die Klappscheinwerfer.
- Das Armaturenbrett, die ovalen Instrumente und das Einspeichenlenkrad waren mit dem des Citroën SM identisch. Das betraf allerdings nur die linksgelenkten Versionen. Fahrzeuge für Märkte mit Rechtslenkung hatten von Beginn an das Armaturenbrett des Bora.
- Auch Anbauteile wie Türgriffe und Rückspiegel kamen von Citroën.

Mit der Übernahme Maseratis durch Alejandro de Tomaso begann eine schrittweise Loslösung von Citroën. 1975 erschien zunächst ein neues, eckiges Armaturenbrett, das wiederum den linksgelenkten Versionen vorbehalten war. Im folgenden Jahr ersetzte ein Fünfganggetriebe von ZF die bisherige Citroën-Konstruktion, und 1980 entfiel die Hochdruckhydraulik für die Bremsanlage.

## Versionen

### Merak
Basisversion war der von 1972 bis 1975 hergestellte Merak mit dem 3,0 Liter großen, 190 PS (140 kW) starken Sechszylinder-V-Motor.

### Merak SS

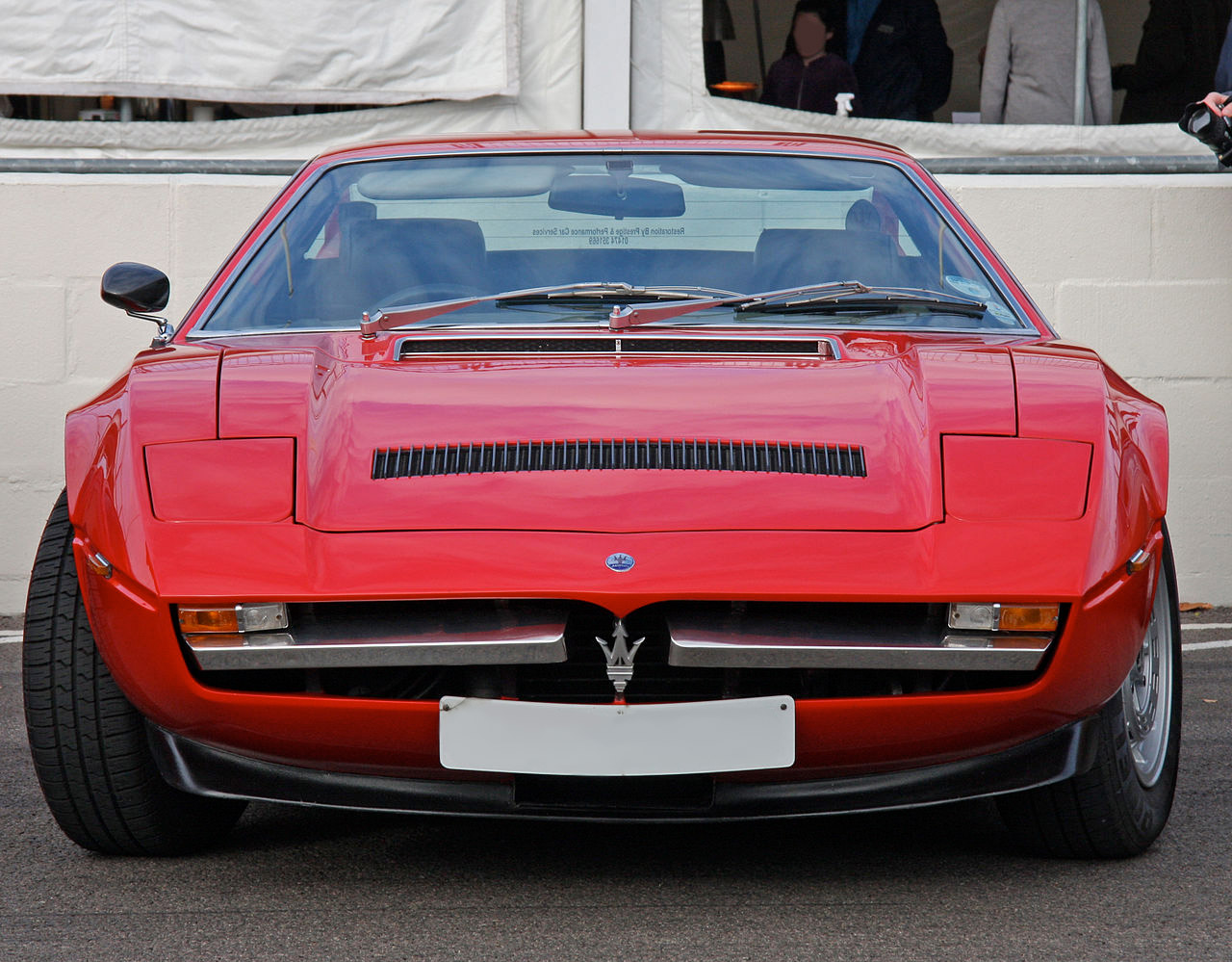
Mit Frontspoiler und Lüftungsöffnungen: Merak SS

Der Merak SS war die erste Weiterentwicklung des ursprünglichen Konzepts. Er erschien im Frühjahr 1975. Der SS hatte einen stärkeren Motor, dessen Leistung zunächst 220 PS (162 kW) betrug. Die Leistungssteigerung wurde durch die Erhöhung der Verdichtung auf 9,1:1, durch größere Weber-Vergaser (Typ 44 DCNF) und durch eine Überarbeitung des Ansaugtrakts sowie größere Ventile erreicht. Die Höchstgeschwindigkeit des Merak SS stieg im Vergleich zur ersten Version um 10 auf 245 km/h. Zum Modelljahr 1979 sank die Motorleistung des SS auf 208 PS (153 kW).
Äußerlich war der SS an einer zusätzlichen, schwarz lackierten Lüftungsöffnung zu erkennen, die quer über den Kofferraumdeckel reichte. Neu war außerdem ein schwarz lackierter Spoiler unter der Frontverkleidung. Im Merak SS kam schließlich erstmals eine eigenständige Armaturentafel zum Einsatz.
Mit 993 Exemplaren ist der SS die am häufigsten produzierte Version des Merak.

### Merak Tipo 80

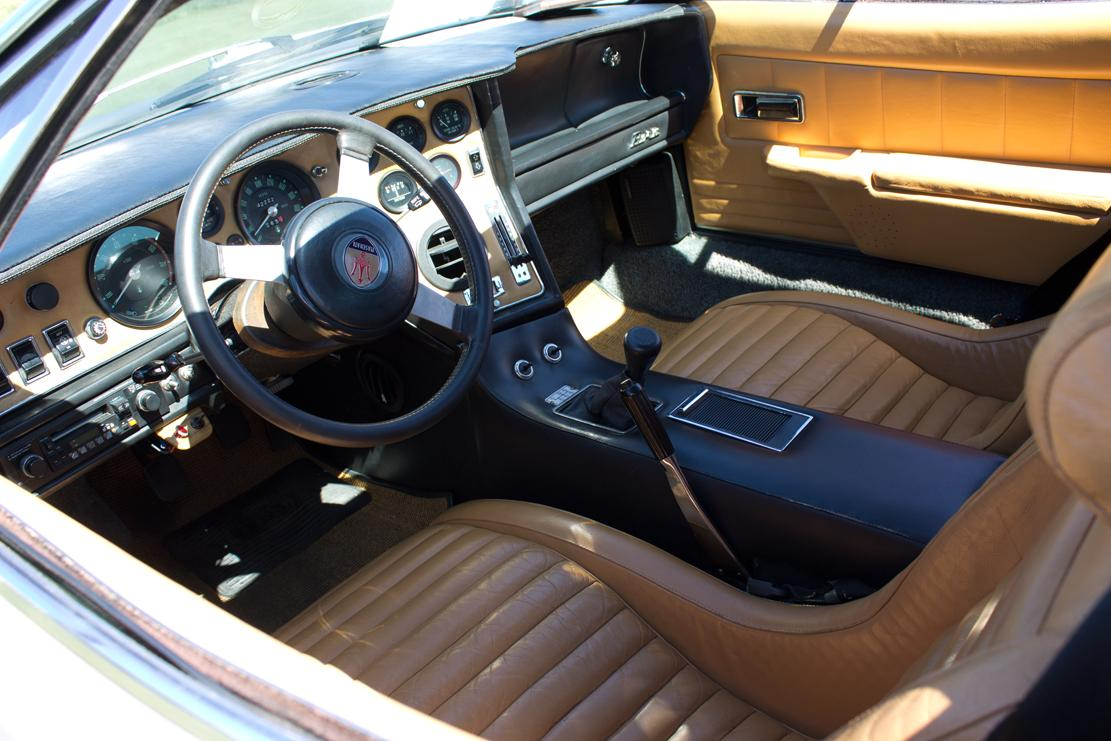
Ab 1980 im Merak Tipo 80: Instrumententräger des Maserati Bora

Zum Modelljahr 1980 wurde die letzte und auch schnellste Modellvariante des Merak, der Merak SS Tipo 80, vorgestellt. Bei diesem Merak entfiel die von Citroën übernommene Hochdruckhydraulik für die Bremsanlage; sie wurde durch eine konventionelle Bremsanlage ersetzt, bei der die Bremsscheiben am Radträger und nicht wie bisher am Differential eingebaut waren. Der Motor des Tipo 80 leistet als Europaversion 220 PS (162 kW) bei 6500/min, das Fahrzeug erreichte angeblich eine Höchstgeschwindigkeit von 245 km/h. Äußerlich war dieses Model nicht von normalen SS-Varianten zu unterscheiden; im Innenraum wurden jetzt allerdings auch bei den linksgelenkten Modellen das Armaturenbrett und die Mittelkonsole des Maserati Bora verbaut. Vom Merak SS Tipo 80 entstanden insgesamt 65 Exemplare.

### Merak 2000 GT

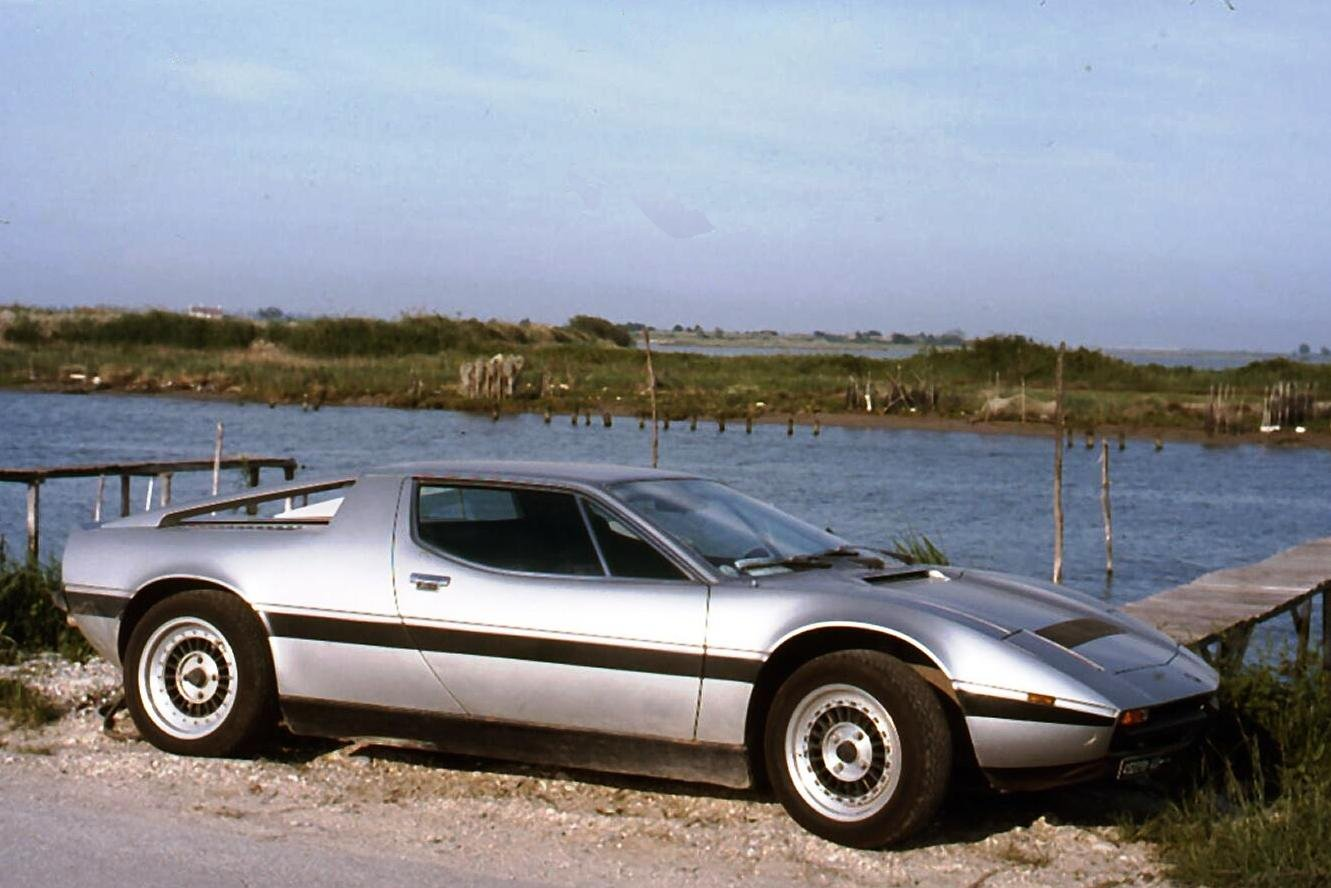
Maserati Merak 2000 GT

Mit Blick auf die italienische Steuergesetzgebung, die Automobile mit einem Hubraum von 2000 cm³ und mehr mit einer Umsatzsteuer von 38 Prozent belegte, während Fahrzeuge mit geringerem Hubraum lediglich mit 19 Prozent besteuert wurden, entwickelte Lamborghini 1974 eine 2,0-Liter-Version des Urraco, dem Ferrari ein Jahr später den Dino 208 GT 4 zur Seite stellte. Maserati reagierte darauf mit dem Merak 2000 GT, der im März 1976 auf dem Genfer Auto-Salon vorgestellt wurde.
Der Motor des Merak 2000 GT war eine Abwandlung des im ursprünglichen Modell verwendeten Sechszylinders. Bohrung und Hub wurden gleichermaßen reduziert. Sie betrugen nun 80 × 66,3 mm; daraus resultierte ein Hubraum von insgesamt 1999,5 cm³. Die Gemischaufbereitung übernahmen auch hier drei Fallstrom-Doppelvergaser (Weber 44DCNF). Die Motorleistung betrug anfänglich 170 PS (125 kW); später wurde sie auf 159 PS (117 kW) reduziert. Die Höchstleistung fiel jeweils bei 7000 Umdrehungen pro Minute an. In der leistungsstärkeren Version erreichte der Merak 2000 GT eine Höchstgeschwindigkeit von 220 km/h; die leistungsreduzierte Version dagegen „hatte Probleme, Tempo 200 km/h zu überschreiten“.
Äußerlich unterschied sich der Merak 2000 GT nur durch Detailänderungen von der größeren 3,0-Liter-Version. Die vordere Kühleröffnung sowie die Stoßstangen waren nicht verchromt, sondern mattschwarz lackiert. Auffällig war vor allem ein schwarzer Akzentstreifen, der an den Wagenflanken von der Front bis zum Heck verlief. Das Armaturenbrett des Merak 2000 GT kombinierte verschiedene Elemente. Der eckige Instrumententräger entsprach der 1975 eingeführten und im Merak SS verwendeten Version, die Instrumente selbst waren aber noch die ovalen Einheiten des Citroën SM. Der 2000 GT war anfänglich nur in den Farben Hellblau und Goldmetallic erhältlich.
Bis 1982 baute Maserati 195 Exemplare des Merak 2000 GT. Sie waren in erster Linie für den italienischen Markt bestimmt. Einige Fahrzeuge gelangten aber auch nach Frankreich und nach Deutschland. Hier wurde der Merak 2000 GT zu einem Preis von 59.800 DM angeboten.

### USA-Version

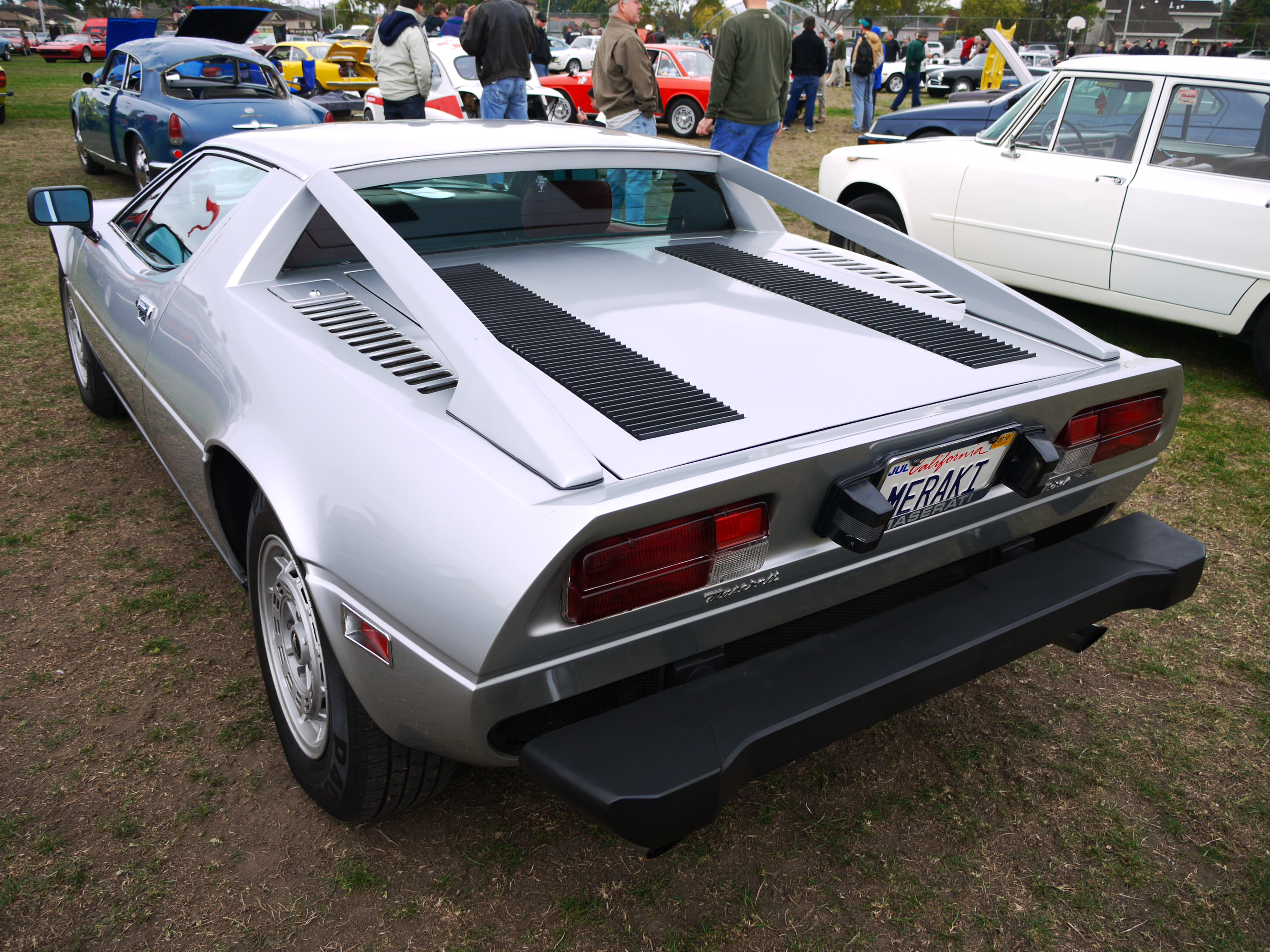
US-Version des Merak mit breiten Stoßstangen

Der Merak wurde auch in die USA exportiert; diese Versionen erkennt man an den massigeren Stoßstangen und den seitlichen Markierungsleuchten in den Kotflügeln. Einige USA-Exemplare hatten außerdem eine Ausbuchtung in der Motorhaube. Sie deckte ein vollwertiges Reserverad ab, dessen Einbau notwendig war, weil das werksseitig vorgesehene Notlaufrad in den USA nicht zugelassen war.

## Produktion
Die Karosserie des Merak wurde wie die des Bora von Officine Padane in Modena gefertigt. Bei Maserati entstanden lediglich die Motoren.
Von 1972 bis 1982 entstanden, alle Versionen zusammengenommen, etwa 1830 Exemplare des Merak. Davon entfielen 1619 Fahrzeuge auf die erste Merak-Generation, 993 Fahrzeuge auf den Merak SS und 195 auf den Merak 2000. In den einzelnen Jahren entstanden 17 (1972), 430 (1973), 334 (1974), 102 (1975), 139 (1976), 142 (1977), 153 (1978), 194 (1979), 150 (1980), 101 (1981) und vier Fahrzeuge (1982).

## Beurteilungen
Zeitgenössische Besprechungen des Merak kritisierten seine vergleichsweise schwachen Fahrleistungen. Für echte Sportzwecke sei der Merak weder stark genug noch leicht genug. Die Fachzeitschrift Auto motor und sport hielt den von ihr ermittelten Wert von 9,3 Sekunden für die Beschleunigung von 0 auf 100 km/h für „enttäuschend“. Diese Einschätzung behielt das Blatt auch fünf Jahre später bei einem Test des Merak SS bei.

## Der Maserati Merak auf dem Klassikermarkt
Der Maserati Merak gilt als relativ problemloser Klassiker. Viele Gleichteile von Citroën sorgen dafür, dass defekte Teile vergleichsweise kostengünstig ersetzt werden können. Auf dem Klassikermarkt ist der Merak abgesehen vom De-Tomaso-Derivat Kyalami der preiswerteste Maserati aus der Vor-Biturbo-Ära und zugleich deutlich preiswerter als seine Konkurrenten von Ferrari und Lamborghini. Die Preise des Merak erreichen nur ein Drittel der Bora-Preise. Ein Merak SS in exzellentem Zustand kostete 2017 etwa 106.000 Euro, ein Bora in gleichem Zustand lag über 300.000 Euro. Ein im gleichen Marktsegment angesiedelter Ferrari 308 GTB ist deutlich teurer; er kostete 2017 in exzellentem Zustand 175.000 Euro. Ein Lamborghini Urraco ist doppelt so teuer wie ein Maserati Merak.